# Триполитанија
Триполитанија (стгрч. Τρίπολις, Τριπολτὲις; лат. Tripolitana, Tripolitanus; арап.  []; берб. Ṭrables) је северозападна регија Либије и бивша провинција или држава Либије (уз Киренаику и Фезан) у административном систему од пре 1970-их.
У Триполитанији живи највећи број становника Либије. Године 2006. ту је живело 3.601.853 људи, или 63,3% становништва Либије.
Триполитанија обухвата град Триполи. Ова два појма су синоними у арапском језику.

## Историја
Ову регију су у давној прошлости насељавали Бербери. У 7. веку п. н. е. Феничани су ту основали колоније уз море. Оне су касније дошле под утицај Картагине. Под влашћу Рима ова област је постала просперитетна. Почетком 3. века област се називала „Регион три града“ (Regio Tripolitana) по своја три важна града: Оеа, Лептис Магна и Сабрата. Вандали су заузели ово подручје 435, док су их Византинци сменили у 6. веку. Арапи су преплавили област Триполитаније у 7. веку. Османски Турци су заузели Триполитанију 1553. и организовали је као свој „вилајет Триполи“. Област је постала италијански посед 1911. после Италијанско-турског рата. Дана 3. децембра 1934. Триполитанија је постала део јединствене колоније Либија.